# Slawtscho Sagoroff
Slawtscho Sagoroff, auch Slavčo Dimitrov Zagorov (bulgarisch Славчо Димитров Загоров; * 25. November 1898 in Sofia; † 14. Dezember 1970 in Wien) war ein bulgarischer Statistiker und Hochschullehrer. Zwischen 1942 und 1944 war er Botschafter des Landes in Berlin.

## Leben
Nachdem er das Staatsgymnasium in Sofia im Jahr 1916 mit Auszeichnung absolviert hatte, studierte er – unterbrochen durch den Ersten Weltkrieg – Nationalökonomie an den Universitäten Bern (Schweiz), Sofia, Innsbruck und Leipzig bis zur Promotion zum Dr. rer. pol. Er war von 1924 bis 1929 als Assistent, von 1929 bis 1934 als Dozent und von 1934 bis 1942 als außerordentlicher Professor für Statistik an der Universität Sofia tätig. Von 1934 bis 1942 leitete er als Generaldirektor das Bulgarische Statistische Amt. 1942 wurde er königlich-bulgarischer Gesandter in Berlin. Nach Professuren in Regensburg und Stanford wurde er 1955 Nachfolger von Wilhelm Winkler
auf dem Lehrstuhl für Statistik der Universität Wien.
1956 wurde er zusammen mit Adolf Adam Herausgeber der neu gegründeten Zeitschrift Unternehmensforschung.
Im Jahr 1958 gehörte er zusammen mit Oskar Anderson, Hans Kellerer und Wilhelm Winkler zu den Gründern der Statistik-Zeitschrift Metrika.
Sagoroff wurde als Vertreter der Universitätsstatistik einer der beiden Vorsitzenden der Österreichischen Statistischen Gesellschaft. Der andere Vorsitzende war als Vertreter der amtlichen Statistik der Präsident des Statistischen Zentralamtes Hans Fuchs.
Im Jahr 1968 erhielt Sagoroff den Wilhelm-Winkler-Preis der Österreichischen Statistischen Gesellschaft für hervorragende Verdienste um die Förderung des statistisch-wissenschaftlichen Nachwuchses.

## Veröffentlichungen (Auswahl)
Die Würdigung Sagaroffs anlässlich seines 70. Geburtstages durch Adolf Adam enthält auf den S. 135–137 ein Schriftenverzeichnis mit Publikationen aus der Zeit von 1929 bis 1969. Postum erschien 1973 die Monographie „Wissenschaft und Statistik. Das statistische Denken in den Empirischen Wissenschaften“.
- Nachruf für Oskar Anderson. In: Metrika. Band 3, Nr. 1, 1960, S. 89–94, doi:10.1007/BF02613442.
- Oskar Anderson (1887–1960). In: Journal of the Royal Statistical Society, Series A. Band 123, 1960, S. 518–519.
- Wissenschaft und Statistik – Das statistische Denken in den empirischen Wissenschaften (= Österreichische Akademie der Wissenschaften, Philosophisch-Historische Klasse, Sitzungsberichte. Band 282). Verlag der Österreichischen Akademie der Wissenschaften, Wien 1973, ISBN 3-7001-0015-9.